# Okręg Charleville-Mézières
Okręg Charleville-Mézières (fr. Arrondissement de Charleville-Mézières) – okręg w północno-wschodniej Francji. Populacja wynosi 172 tysiące.

## Podział administracyjny
W skład okręgu wchodzą następujące kantony:
- Charleville-Centre,
- Charleville-La Houillère,
- Flize,
- Fumay,
- Givet,
- Mézières-Centre-Ouest,
- Mézières-Est,
- Monthermé,
- Nouzonville,
- Omont,
- Renwez,
- Revin,
- Rocroi,
- Rumigny,
- Signy-l'Abbaye,
- Signy-le-Petit,
- Villers-Semeuse.